# Harry Arroyo
Harry Arroyo est un boxeur américain né le 25 octobre 1957 à Youngstown, Ohio.

## Carrière
Passé professionnel en 1980, il devient champion du monde des poids légers IBF le 15 avril 1984 après sa victoire au 14e round contre Charlie Brown. Arroyo conserve deux fois sa ceinture puis perd le 6 avril 1985 face à son compatriote Jimmy Paul. Il met un terme à sa carrière en 1993 sur un bilan de 40 victoires et 11 défaites.